# Дхармакая
Дхармакая (санскрит: धर्म काय; пали: धम्म कय, буквално „тяло на истината“ или „тяло на реалността“) е едно от трите „кая“ или „тела“ на Буда в ученията на Ваджраяна и Махаяна. Дхармакая представлява непроявеният, „невъобразим“ (санскрит: ачинтя) и всепроникващ аспект на Буда, от който будите възникват и в който се връщат обратно след своето разтваряне. Историческите Буди са проявления на Дхармакая наречени Нирманакая. Един будистки учен пише: „тялото на самата реалност, без определение, без ограничаваща форма, където с Буда се отъждествява с духовно заредената природа на всичко което е.“
Дхармакая има Осем специални качества:
1. Равнопоставеност: всички Буди са равни, тъй като няма никаква разлика по отношение на Дхармакая.
2. Дълбина: тъй като Дхармакая е свободна от умствени спекулации и е трудна за постигане.
3. Постоянство: тъй като е несъставна, тя е свободна от трите времена (минало, настояще и бъдеще), свободна е от възникване, пребиваване и прекратяване.
4. Единство: тъй като областта на Дхармакая и мъдростта са неразделими, то тя е единна.
5. Истинност: тъй като тя е безпогрешна и се намира отвъд крайностите на съществуването и несъществуването.
6. Чистота: тъй като е свободна от замърсяванията на трите воала на ума (кармичния воал, смущаващите чувства и погрешните възгледи).
7. Тя е ясна светлина, тъй като неумозрително се фокусира върху неумозрителната таковост.
8. Връзка със Самбогакая: тъй като е свързана със съвършена наслада, тя е основа за Самбогакая – тялото на радостта.